# Eddie Albert
Edward Albert Heimberger (Rock Island, 22 de abril de 1906 – Los Angeles, 26 de maio de 2005), melhor conhecido como Eddie Albert, foi um ator estadunidense. Ele também foi humanitarista, ativista e veterano da II Guerra Mundial. Durante a sua longa carreira de ator, ele foi indicado ao Oscar em 1954 como melhor ator (coadjuvante/secundário) por Roman Holiday e novamente em 1973 por The Heartbreak Kid. Outro papel conhecido foi o de Frank MacBride na série de detetives dos anos de 1970 Switch.

## Biografia

### Primeiros Anos
Edward Albert Heimberger nasceu em 22 de abril de 1906 em Rock Island, Illinois. Quando ele nasceu seus pais não eram casados, daí muitas fontes darem o ano de 1908 como o de seu nascimento, mas esse na verdade foi o do casamento dos seus pais. Albert foi o mais velho dos cinco filhos de Julia M. Jones e de Frank Daniel Heimberger.
Quando estava com um ano de idade, sua família se mudou para Mineápolis, Minesota. Aos seis anos de idade arrumou o primeiro emprego: foi jornaleiro. Aos quatorze anos, ele se matriculou na Central High School de Minneapolis, onde frequentou o departamento de artes dramáticas. Estudou nessa mesma escola a atriz adolescente Harriette Lake (melhor conhecida como Ann Sothern). Ele se interessou pelo teatro, mas tinha um grande apetite por leituras – qualquer coisa, desde filosofia até ciência. Após se graduar em 1924, ele foi para a Universidade de Minesota, onde estudou administração de empresas. Ele chegou a trabalhar no mercado empresarial, mas sua carreira foi interrompida com a Crise nas Bolsas em 1929. Para se sustentar, ele trabalhou de cantor amador, trapezista, vendedor de seguros e cantor em casas noturnas.
Ele então suprimiu seu último nome, frequentemente motivo de trocadilhos com "Hamburger". Em  1933, viajou para Nova Iorque, onde trabalhou no popular programa de rádio The Honeymooners - Grace and Eddie Show, que foi ao ar durante três anos. Com o sucesso do programa, em 1936 lhe foi oferecido um contrato para trabalhar em filmes pela Warner Bros.

### Carreira
Nos anos de 1930, Albert atuou na Broadway inclusive na peça Brother Rat, que estreou em 1936. Foi o ator principal em Room Service (1937–1938) e The Boys from Syracuse (1938–1939). Em 1936, Albert tinha se tornado um dos primeiros atores de televisão, com atuações ao vivo na pioneira RCA, numa campanha promocional das rádios de Nova Iorque.
Em 1938, ele apareceu em seu primeiro filme de Hollywood, a versão de Brother Rat com Ronald Reagan e Jane Wyman. Ele repetiu o papel do cadete "Bing" Edwards. Todavia, seu contrato com a Warner Bros. foi abruptamente encerrado em 1941, provavelmente por ter tido um caso com a esposa do dono do estúdio Jack L. Warner. No ano seguinte, ele estrelou On Your Toes, outra adaptação para o cinema de peça da Broadway. Outro filme no período foi Treat 'Em Rough (1942), com William Frawley e Peggy Moran, em que ele interpreta um lutador de boxe chamado "Panamá Kid".

### Segunda Guerra Mundial
Albert serviu como tenente na Guarda Costeira dos Estados Unidos no Pacífico durante a II Guerra Mundial. Considerado um heroi de guerra, ele recebeu a medalha da Estrela de Bronze por sua bravura na Batalha de Tarawa em 1943, quando, como um piloto de embarcação, ele resgatou inúmeros marines feridos sob intenso fogo de metralhadoras. Anos depois ele descreveu alguns desses episódios numa curta entrevista para o Canal History. Ele também apareceu na série da FOX, War Stories, com o coronel Ollie North. Albert voltou para a atuação depois da guerra, mas demoraria ainda muito tempo para ser reconhecido pelo grande público.

### Retorno à atuação
Desde 1948, Albert se tornou um popular astro convidado em inúmeras séries de TV. A primeira vez foi num episódio de The Ford Theatre Hour. Outros papéis foram em Chevrolet Tele-Theatre, Suspense, Lights Out, Somerset Maugham TV Theatre, Schlitz Playhouse of Stars, Studio One, Danger, Philco Television Playhouse, The Phillip Morris Playhouse, Your Show of Shows, General Electric Theater, Front Row Center, The Eleventh Hour, The Reporter, The Alcoa Hour dentre outros.

### Ator de teatro
Nos anos de 1950 Albert retornaria para a Broadway: participou dos elencos de Miss Liberty (1949-1950) e The Seven Year Itch (temporadas de 1952-1955). Em 1960, Albert substituiu Robert Preston no papel do protagonista Professor Harold Hill, na produção da Broadway The Music Man. Albert também esteve em teatros regionais. Ele interpretou uma peça no The Muny Theater em St. Louis, Missouri, no papel de Harold Hill em The Music Man em 1966 e Alfred P. Doolittle em My Fair Lady de 1968.

### Carreira no cinema nas décadas de 1950 e 1960

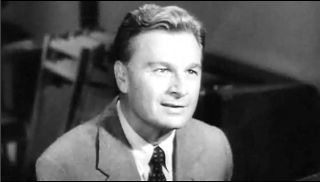
Eddie Albert em I'll Cry Tomorrow (1955)

Nos anos de 1950 Albert apareceu em vários papéis no cinema: ele foi o marido de Lucille Ball em The Fuller Brush Girl (1950), Bill Gorton em The Sun Also Rises (1957) e um vendedor viajante em Carrie (1952). Ele foi indicado ao Oscar como melhor ator (coadjuvante/secundário) em Roman Holiday(1953). Outro filme foi Oklahoma! (1955). Em Who's Got the Action? (1962), ele interpreta um advogado que ajuda seu parceiro Dean Martin. Em Teahouse of the August Moon (1956) faz um psiquiatra do exército. Ele apareceu em muitos papeis de militares, incluindo The Longest Day (1962), sobre o Dia D. O filme Attack! (1956) deu a Albert o seu mais sério papel, o de um covarde e psicótico capitão do exército que coloca em risco a sobrevivência de sua companhia (com participação de Jack Palance). Num papel similar, ele interpreta um coronel psicótico em Captain Newman, M.D. (1963), antagonista de Gregory Peck.

## Séries de televisão

### Green Acres
Em 1965, após não ter conseguido papéis em Mister Ed e My Three Sons, Albert foi contratado pelo produtor Paul Henning para ser o astro da nova comédia de costumes da CBS chamada Green Acres. Seu personagem, Oliver Wendell Douglas, era um advogado que deixou a cidade para viver uma vida simples de fazendeiro. Co-estrelando o programa no papel de uma esposa glamurosa estaria Eva Gabor, que tinha boa química com Eddie. Vários atores conhecidos participariam da série: Frank Cady, que interpretou o comerciante Sam Drucker (que era um personagem recorrente da série Petticoat Junction); Sid Melton, o incompetente carpinteiro Alf Monroe; e Mary Grace Canfield, que era o irmão de Alf, Ralph Monroe. O desconhecido Tom Lester era Eb Dawson.
O programa obteve êxito, ficando em quinto lugar em popularidade na primeira temporada. Em 1971, Green Acres ainda tinha popularidade mas foi cancelada pela CBS que queria mudar sua imagem de "canal rural".

### Switch
Após ficar quatro anos ausente da televisão, já com 69 anos de idade em 1975, Albert assinaria um novo contrato com a Universal Television. Ele seria protagonista da popular série de TV Switch da CBS. Seu papel era o de um policial aposentado, Frank McBride, que trabalhava como detetive particular e tinha como parceiro um ex-presidiário e vigarista, o detetive  Pete T. Ryan (Robert Wagner, um fã de Albert). A dupla era de Los Angeles (suburbio de Santa Mônica). Também fazia parte do elenco a jovem e desconhecida atriz Sharon Gless (que depois participaria de Marcus Welby, M.D.), no papel da elegante e carismática secretária Maggie. O comediante novaiorquino Charlie Callas interpretava o dono do restaurante Malcolm Argos, que também tinha um passado como ladrão e vigarista e era informante de Pete e Frank. A série também se tornou um êxito em sua primeira temporada. Em 1976 o programa ficou mais sério e convencional, assumindo o segundo lugar de audiência, perdendo apenas para Havai 5-O e com vários concorrentes famosos como Kojak, Casal McMillan, The Rockford Files, Police Woman, The Streets of San Francisco e Barney Miller. No final da terceira temporada (1978), a audiência começou a declinar e o programa foi cancelado após 70 episódios.
Depois do término de Switch, Wagner voltaria para se reunir uma vez mais com Albert no filme The Concorde ... Airport '79, antes que ficasse famoso na TV com a série Hart to Hart. Com a morte da esposa de Albert, Margo, ele e Wagner ficaram ainda mais próximos, mantendo uma amizade de 27 anos até a morte do veterano ator.

## Últimos trabalhos
Em 1970 Albert apareceu num "documentário" da Weyerhaueser Co., defendendo o desmatamento das florestas do noroeste do país, o que lhe rendeu a imagem de antiambientalista. Em contrapartida o ator lembra (como na entrevista de 1996 abaixo referenciada) suas palestras contra o DDT no início dos anos de 1970, preocupado com malefícios provocado aos pássaros. O produto acabou por ser banido logo depois.
Em 1972, foi novamente indicado como melhor ator (coadjuvante/secundário) pelo papel de pai super-protetor de The Heartbreak Kid (1972). Também fez uma memorável atuação como o sádico chefe de presídio no filme de 1974 The Longest Yard, com Burt Reynolds. Outro filme foi Escape to Witch Mountain, uma produção Disney de 1975.
Além de The Concorde: Airport '79 ele apareceu em outros filmes dos anos de 1980: How to Beat the High Co$t of Living (1980), Yesterday (1981), Take This Job and Shove It (1981), Goliath Awaits (filme de TV de 1981), Yes, Giorgio (1982) e como o presidente em Dreamscape (1984). Seu último filme foi como o executivo de Head Office (1985).
Nos anos de 1980 ele faria o vilão Carlton Travis  na série Falcon Crest, atuando com sua antiga companheira nos filmes Brother Rat e An Angel from Texas Jane Wyman. Ele também apareceu como astro convidado das séries Highway to Heaven e Murder She Wrote. Em 1990 ele reencontrou Eva Gabor em Return To Green Acres. Em 1993, foi astro convidado de vários episódios da popular telenovela da ABC General Hospital (como Jack Boland). Fez também uma participação especial em The Golden Girls, série derivada de The Golden Palace.
Encontra-se sepultado no Westwood Village Memorial Park Cemetery, Los Angeles, Condado de Los Angeles, Califórnia nos Estados Unidos.

## Vida pessoal
Albert foi casado com a atriz mexicana María Marguerita Guadalupe Teresa Estela Bolado Castilla e O'Donnell (melhor conhecida como Margo). Albert e Margo se casaram em 5 de dezembro de 1945 e ficaram juntos até a morte dela em 17 de julho de 1985. Os Alberts tiveram dois filhos: Edward e Maria:
- Edward Albert (1951–2006) foi ator, musico, cantor e linguista. Ele deixou a carreira de ator por oito anos para cuidar do pai. Morreu com 55 anos de idade, um ano após o falecimento dele. Edward sofria de câncer;
- A filha adotiva Maria Albert Zucht, se casou. Ela teve a filha Mia, que trabalhou com seu pai em administração de negócios.

Eddie e Margo Albert moraram em Pacific Palisades, Califórnia. O ator sofria da doença de Alzheimer em seus últimos anos.
Em 26 de maio de 2005, ele morreu de pneumonia com a idade de 99 anos em sua casa em Pacific Palisades. Foi enterrado no Westwood Village Memorial Park Cemetery em Los Angeles, próximo do túmulo de sua esposa Margo e da atriz Eva Gabor.

## Filmografia
| - Brother Rat (1938) - On Your Toes (1939) - Four Wives (1939) - Brother Rat and a Baby (1940) - An Angel from Texas (1940) - My Love Came Back (1940) - A Dispatch from Reuters (1940) - The Great Mr. Nobody (1941) - Four Mothers (1941) - The Wagons Roll at Night (1941) - Thieves Fall Out (1941) - Out of the Fog (1941) - Treat 'Em Rough (1942) - Eagle Squadron (1942) - Lady Bodyguard (1943) - Ladies' Day (1943) - Bombardier (1943) - Screen Snapshots: Hollywood in Uniform (1943) (curta-metragem) - Strange Voyage (1946) - Rendezvous with Annie (1946) - The Perfect Marriage (1947) - Hit Parade of 1947 (1947) - Smash-Up, the Story of a Woman (1947) - Time Out of Mind (1947) - Unconquered (1947) (cena cortada) - The Dude Goes West (1948) - You Gotta Stay Happy (1948) - Every Girl Should Be Married (1948) (participação) - The Fuller Brush Girl (1950) - You're in the Navy Now (1951) - Meet Me After the Show (1951) - Actors and Sin (1952) - Carrie (1952) - Roman Holiday (1953) - The Girl Rush (1955) - Oklahoma! (1955) - I'll Cry Tomorrow (1955) - Operation Teahouse (1956) (curta-metragem) - Attack! (1956) - The Teahouse of the August Moon (1956) - The Sun Also Rises (1957) - The Joker is Wild (1957) - Orders to Kill (1958) | - The Roots of Heaven (1958) - The Gun Runners (1958) - Beloved Infidel (1959) - The Young Doctors (1961) - Madison Avenue (1962) - The Longest Day (1962) - Who's Got the Action? (1962) - The Two Little Bears (1963) - Miracle of the White Stallions (1963) - Captain Newman, M.D. (1963) - The Party's Over (1965) - 7 Women (1966) - The Lorax (1972) (TV) - Narrador (voz) - The Heartbreak Kid (1972) - The Borrowers (1973) (TV) - The Longest Yard (1974) - McQ (1974) - The Take (1974) - Escape to Witch Mountain (1975) - The Devil's Rain (1975) - Whiffs (1975) - Hustle (1975) - Moving Violation (1976) - Birch Interval (1977) - The Border (1979) - The Concorde ... Airport '79 (1979) - How to Beat the High Co$t of Living (1980) - Foolin' Around (1980) - Yesterday (1981) - Take This Job and Shove It (1981) - Goliath Awaits (1981, filme de TV) - The Act (1982) - Yes, Giorgio (1982) - Dreamscape (1984) - Stitches (1985) - Head Office (1985) - Turnaround (1987) - Brenda Starr (1989) - The Big Picture (1989) (Participação) - Thirtysomething (1989) - General Hospital (1993) - Headless! (1994) (curta-metragem) - Death Valley Memories (1994) (documentário) (narrador) |